# Uitgeverij Ten Have
Uitgeverij Ten Have is Nederlandse uitgeverij, die ook in België actief is. Ze geeft vooral boeken uit over spirituele onderwerpen en maakt deel uit van de Veen Bosch & Keuning Uitgeversgroep.

## Geschiedenis
In 1831 startte Henricus Höveker de uitgeverij in Amsterdam om boeken uit te brengen met een liberaal protestant-christelijke signatuur. Die aanvankelijke focus is geleidelijk aan verbreed tot spirituele en filosofische boeken van diverse gezindten. De uitgeverij werkte tijdens de Maand van de Spiritualiteit onder andere samen met de KRO en Trouw.

## Auteurs (selectie)
- Christa Anbeek
- Alain Badiou
- Antoine Bodar
- Dietrich Bonhoeffer
- André van der Braak
- Kick Bras
- Joseph Campbell
- Pema Chödrön
- Noam Chomsky
- Deepak Chopra
- Cees Dekker
- Bart Demyttenaere
- Marc van Dijk
- Mircea Eliade
- Anton Ent
- Leo Fijen
- Ruard Ganzevoort
- Anselm Grün
- Nina Hagen
- Thich Nhat Hanh
- Jan Hoogland
- Eva Illouz
- Wim Jansen
- Manuela Kalsky
- Thomas a Kempis
- Hape Kerkeling
- Arjo Klamer
- Andries Knevel
- Harry Kuitert
- Hans Küng
- Laozi
- Pim van Lommel
- Geerteke van Lierop
- David Lynch
- Laura Maaskant
- Alister McGrath
- Frank Meester
- Gebroeders Meester, Frank en Maarten
- Sakyong Mipham
- Huub Oosterhuis
- Wouter Oudemans
- Annemiek Punt
- Rainer Maria Rilke
- Richard Rorty
- Leni Saris
- Annemiek Schrijver
- Idries Shah
- Sophie van der Stap
- Hein Stufkens
- Lisette Thooft
- Chögyam Trungpa
- Holkje van der Veer
- Arjan Visser
- Kees Vuyk
- Alan Wallace
- René van Woudenberg